# Miara położenia rozkładu
Miara położenia rozkładu to taka miara rozkładu, która określa relację między dwoma identycznymi rozkładami, ale przesuniętymi względem osi odciętych układu współrzędnych.
Do miar położenia rozkładu zaliczamy również miary tendencji centralnej.
Do najczęściej stosowanych miar położenia rozkładu należą:
- średnia arytmetyczna
- średnia geometryczna
- średnia harmoniczna
- średnia kwadratowa
- mediana
- kwantyl
- moda